# Stewart Hendler
Stewart Hendler (* 22. Dezember 1978 in Kalifornien) ist ein US-amerikanischer Regisseur. 1997 und 2001 inszenierte er jeweils einen Kurzfilm. Hendler machte 2001 seinen Abschluss an der University of Southern California School of Cinema Television. 2007 gab er mit dem Horrorthriller Whisper sein Spielfilmdebüt. Es folgten weitere Kurzfilmprojekte. 2009 entstand mit Schön bis in den Tod sein zweiter Spielfilm, erneut ein Horrorfilm.  Er führte Regie bei Werbespots für BMW, Motorola, Budweiser in MTV. Auch für die Halo 4: Forward Unto Dawn Webpromotion für das Videospiel Halo 4 führte er Regie. Derzeit ist er Regisseur von H+: The Digital Series, einer von John Cabrera und Cosimo De Tomasso entwickelten Webserie.

## Filmografie (Auswahl)
- 1997: Beyond Suspicion
- 2001: One
- 2007: Whisper
- 2008: The Closet
- 2009: Seeds
- 2009: Schön bis in den Tod (Sorority Row)
- 2011: Pretty Tough
- 2012: Halo 4: Forward Unto Dawn
- 2011–2013: H+
- 2016: Max Steel